# Кудекса (річка)
Кудекса́ (рос. Оска) — річка в Каракулінському районі Удмуртії, Росія, права притока Оски.
Річка починається на південний захід від села Кудекса. Протікає на північний схід, в нижній течії повертає на захід. У верхній течії правий берег стрімкий. Праворуч приймає одну притоку. Впадає до Оски за 1 км до її гирла.
На річці розташоване село Кудекса, в нижній течії збудовано автомобільний міст.